# جون إدوارد روبنسون
جون إدوارد روبنسون (بالإنجليزية: John Edward Robinson)‏ هو قسيس أمريكي، ولد في 12 فبراير 1849، وتوفي في 16 فبراير 1922.